# Заводское (Конотопский район)
Заводское (укр. Заводське) — посёлок,
Вировский сельский совет,
Конотопский район,
Сумская область,
Украина.
Код КОАТУУ — 5922081102. Население по переписи 2001 года составляло 789 человек.

## Географическое положение
Посёлок Заводское примыкает к городу Конотоп.
На расстоянии в 1 км расположен посёлок Питомник.
Рядом проходят автомобильная дорога Т-2504 и
железная дорога, станция Виревка. К селу ведёт отдельная железнодорожная ветка.

## Объекты социальной сферы
- Конотопский профессиональный аграрный лицей.